# 미니금강앵무

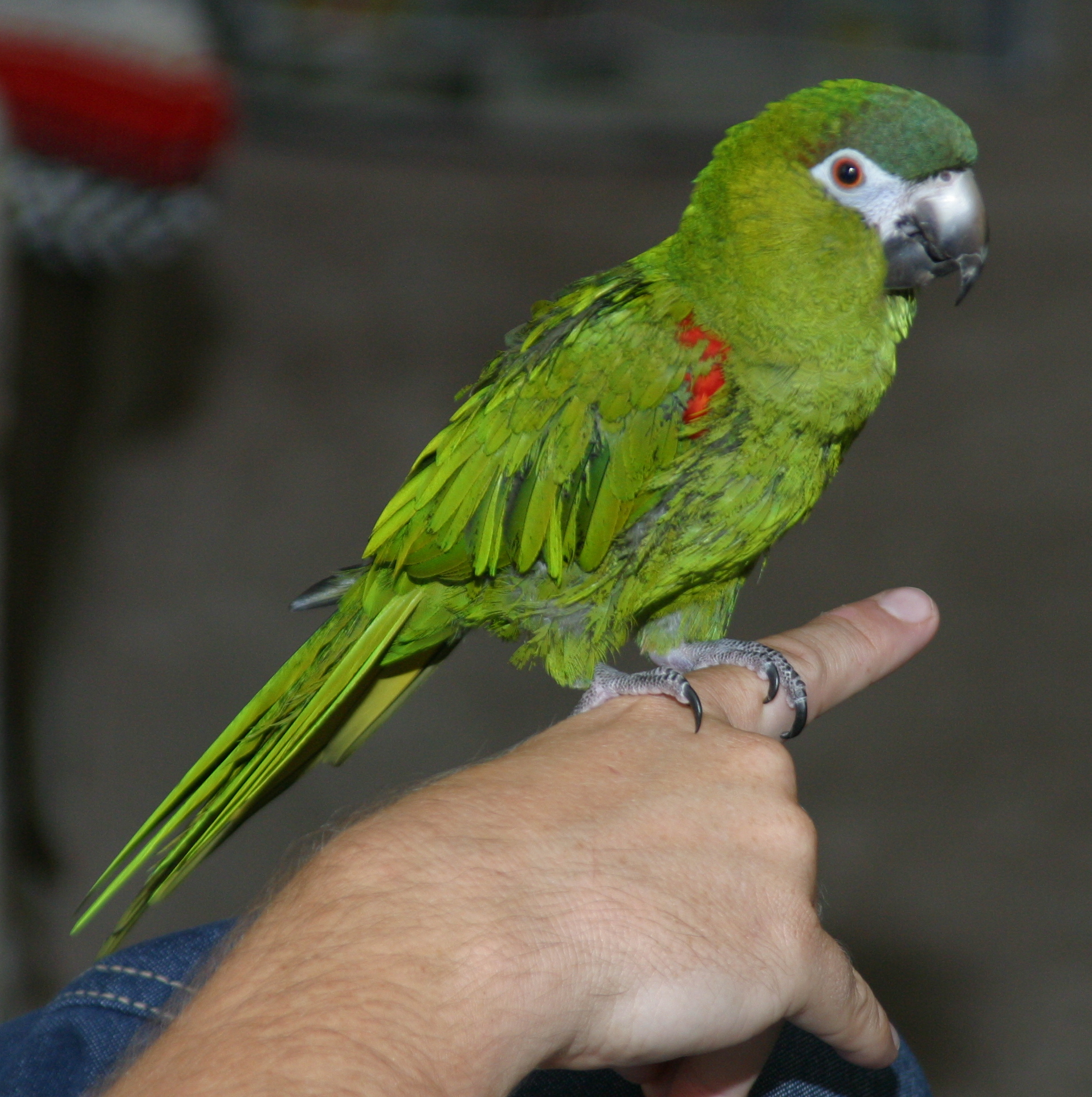
길이가 30-35cm 정도인 붉은어깨금강앵무는 때때로 미니금강앵무라고 불린다.

미니금강앵무(영어: Mini-macaw)는 느슨하게 정의된, 큰앵무족에 속한 중소형 금강앵무 분류군이다. 이 용어는 고정된 분류학적 의미가 없으며, 작은 금강앵무를 묘사하기 위해 조류사육 분야에서 사용된다. 유일한 분류 기준은 전체 길이다. 꼬리를 포함한 전체 길이가 50cm 미만인 금강앵무는 미니금강앵무라고 불릴 수 있다.
이 용어는 애완동물 거래에서는 소비자가 질문한 금강앵무가 더 큰 금강앵무에 비해 집에서 공간을 적게 차지하여 반려앵무로 좀 더 적합하다고 소비자에게 설명하는 데 사용될 수 있다.

## 종류
조류사육에서는 다음과 같은 종들이 때때로 미니금강앵무라고 불린다:
- 쇠금강앵무, Ara severa
- 쇠노랑목도리금강앵무, Primolius auricollis
- 일리거금강앵무, Primolius maracana
- 푸른머리금강앵무, Primolius couloni
- 붉은배금강앵무, Orthopsittaca manilata
- 붉은어깨금강앵무, Diopsittaca nobilis

붉은배금강앵무와 푸른머리금강앵무는 일반적으로 동물원 안에 사육되거나 번식 프로그램의 일환으로만 길러지며 애완동물로 길러지는 일은 드물다.